# Castrovirreyna
Castrovirreyna (en quechua: Chuqlluqucha, de chuqllu «choclo» y qucha «lago») es la capital del distrito y provincia homónimos, ubicada en el departamento de Huancavelica, Perú. Según el censo de 2005, cuenta con 1.523 habitantes.
Fue fundada el 27 de mayo de 1591 por García Hurtado de Mendoza.

## Toponimia

### Chuqlluqucha
En quechua Chuqlluqucha, de chuqllu «choclo» y qucha «lago». El escritor Armando Rebatta Parra, aclara que una de las lagunas principales es Choclococha, por lo que arriba se menciona el término Chuqlluqucha.

### Castrovirreyna
El nombre de Castrovirreyna proviene de los términos Castro (de Teresa Castro, esposa del virrey García Hurtado de Mendoza) y Virreyna (designación que le dieron a esta señora cuando visitó al antiguo pueblo de Coyca Palca).
Según la tradición, la creación del nombre de Castrovirreyna se remonta a la época colonial, cuando Doña Teresa Castro, esposa del virrey García Hurtado de Mendoza (1589-1596), recibió en Lima la visita inesperada de un indígena de Coyca Palca, solicitándole sea la madrina de uno de sus hijos, a cuya solicitud aceptó. Cinco o seis semanas después doña Teresa de Castro, con varias señoras de Lima, un respetable oidor de la audiencia, tres capellanes, gran séquito de hidalgos y cincuenta soldados a caballo hacían su entrada en el miserable pueblecito. Se dice que la virreina al descender de su cabalgadura tuvo que caminar sobre barras de plata con las cuales el indígena había tapizado la calle de Coyca Palca. Enterado del hecho el virrey Hurtado de Mendoza y seguro de haber encontrado minas más ricas que de Potosí, dispuso se estableciera una villa en Coyca Palca que, en adelante, se llamaría Castrovirreyna, en honor a su esposa, y que es capital de la actual provincia.

## Historia
Tras la conquista española, tuvo lugar el auge minero de Castrovirreyna debido a la producción de plata y oro de Orcococha y otros muchos centros mineros en las inmediaciones. En la actualidad, la ciudad de Castrovirreyna aún conserva restos de una planta de procesamiento de minerales que data del siglo XVI. El 27 de mayo de 1591 el virrey García Hurtado de Mendoza funda una población con el nombre de Castrovirreyna, en homenaje a su esposa Teresa de Castro. Tal villa estaba comprendida dentro de la jurisdicción del corregimiento de Huamanga hasta que, más tarde, se fundó el corregimiento de Castrovirreyna.

## Geografía
La ciudad de Castrovirreyna se encuentra en la sierra central del Perú, al suroeste de la región de Huancavelica, a una altitud de 3956 m s. n. m. Ubicada en la región Suni o Jalca, se ubica en el límite superior para la actividad agrícola, especialmente, de papa, cebada y mashua. Su clima es seco y la temperatura presenta fuertes variaciones entre el día y la noche, con una precipitación promedio anual de 635 mm.
La actividad ganadera es el principal eje de desarrollo y sustento de la población. Cuenta con ganado vacuno, ovino, caprino y de alpaca.
La mina más importante de la localidad es la mina de San Genaro, se ubica en el distrito de Santa Ana. En la actualidad aquella produce oro, plata y zinc.

### Clima
| Parámetros climáticos promedio de Castrovirreyna | Parámetros climáticos promedio de Castrovirreyna | Parámetros climáticos promedio de Castrovirreyna                                                                                     | Parámetros climáticos promedio de Castrovirreyna                                                                                      | Parámetros climáticos promedio de Castrovirreyna | Parámetros climáticos promedio de Castrovirreyna | Parámetros climáticos promedio de Castrovirreyna | Parámetros climáticos promedio de Castrovirreyna | Parámetros climáticos promedio de Castrovirreyna | Parámetros climáticos promedio de Castrovirreyna | Parámetros climáticos promedio de Castrovirreyna | Parámetros climáticos promedio de Castrovirreyna | Parámetros climáticos promedio de Castrovirreyna | Parámetros climáticos promedio de Castrovirreyna           |
| Mes                                              | Ene.                                             | Feb. | Mar. | Abr.                                             | May.                                             | Jun.                                             | Jul.                                             | Ago.                                             | Sep.                                             | Oct.                                             | Nov.                                             | Dic.                                             | Anual                                                      |
| ------------------------------------------------ | ------------------------------------------------ | --- | --- | ------------------------------------------------ | ------------------------------------------------ | ------------------------------------------------ | ------------------------------------------------ | ------------------------------------------------ | ------------------------------------------------ | ------------------------------------------------ | ------------------------------------------------ | ------------------------------------------------ | ---------------------------------------------------------- |
| Temp. máx. media (°C)                            | 13.3                                             | 13.2 | style="background:#000000;color:#Expresión errónea: carácter de puntuación «'» desconocido.;font-size:85%;text-align:center;" \| 13.6 |                                                  | 13.7                                             | 13.4                                             | 13.2                                             | 14.2                                             | 14.2                                             | 14.5                                             | 14.5                                             | 14.1                                             | Expresión errónea: carácter de puntuación «'» desconocido. |
| Temp. media (°C)                                 | 7.2                                              | 7.2 | 7.5 | 7.3                                              | 6.2                                              | 5.1                                              | 4.5                                              | 5.3                                              | 5.9                                              | 6.4                                              | 6.5                                              | 6.9                                              | 6.3                                                        |
| Temp. mín. media (°C)                            | 1.2                                              | style="background:#000000;color:#Expresión errónea: carácter de puntuación «'» desconocido.;font-size:85%;text-align:center;" \| 1.3 | | 0.5                                              | -1.3                                             | -3.1                                             | -4.2                                             | -3.5                                             | -2.4                                             | -1.6                                             | -1.5                                             | -0.2                                             | Expresión errónea: carácter de puntuación «'» desconocido. |
| Precipitación total (mm)                         | 163                                              | 167 | 173 | 60                                               | 15                                               | 2                                                | 3                                                | 6                                                | 17                                               | 34                                               | 39                                               | 87                                               | 766                                                        |
| Fuente: climate-data.org                         |                                                  | | |                                                  |                                                  |                                                  |                                                  |                                                  |                                                  |                                                  |                                                  |                                                  |                                                            |